# السمنة في الشرق الأوسط وشمال أفريقيا
تعتبر السمنة في منطقة الشرق الأوسط وشمال أفريقيا مشكلة صحية بارزة. من بين الدول الخمس عشرة الأكثر بدانة في العالم اعتبارًا من عام 2014 (وفقًا لمنظمة الصحة العالمية)، كانت 5 منها تقع في منطقة الشرق الأوسط وشمال أفريقيا.
في عام 2005، أشارت منظمة الصحة العالمية إلى أن 1.6 مليار شخص يعانون من زيادة الوزن و400 مليون يعانون من السمنة. وتشير التقديرات إلى أنه بحلول عام 2015، سيعاني 2.3 مليار شخص من زيادة الوزن وسيعاني 700 مليون من السمنة. إن منطقة الشرق الأوسط، بما في ذلك شبه الجزيرة العربية، وشرق البحر الأبيض المتوسط، وتركيا، وإيران، وشمال أفريقيا، ليست استثناءً من الزيادة العالمية في معدلات السمنة. وفي وقت لاحق، أطلق البعض على هذه الظاهرة اسم متلازمة العالم الجديد. تعد تغييرات نمط الحياة المرتبطة باكتشاف النفط والزيادة اللاحقة في الثروة أحد العوامل المساهمة.
حدث التحضر بسرعة وصاحبه تكنولوجيات جديدة تشجع أنماط الحياة المستقرة. ونظرًا لتوفر السيارات الخاصة والتلفزيون والأجهزة المنزلية، فإن السكان ككل يمارسون نشاطًا بدنيًا أقل. وقد أدى الارتفاع في السعرات الحرارية والدهون في المنطقة التي لا تشكل فيها التمارين الرياضية جزءًا محددًا من الثقافة إلى زيادة النسب المئوية الإجمالية للسكان الذين يعانون من زيادة الوزن والسمنة. بالإضافة إلى ذلك، النساء أكثر عرضة لزيادة الوزن أو السمنة بسبب الأعراف الثقافية والتصورات المتعلقة بالسلوك والمهن الأنثوية المناسبة داخل المنزل وخارجه.

## تشخيص السمنة
تُعرّف الحالة الطبية لكون الشخص يعاني من زيادة الوزن أو السمنة ك «تراكم غير طبيعي أو زائد للدهون قد يؤدي إلى ضرر بالصحة». وتقاس السمنة عن طريق مؤشر كتلة الجسم (بي ام أي) والذي يُعرف بأنه وزن الشخص بالكيلو غرام مقسوماً على مربع ارتفاع الشخص بالأمتار. إذا كان مؤشر كتلة الجسم لشخص ما يتراوح بين 25الى29 ، فقد يعتبر هذا الشخص مصاب بزيادة الوزن. أما إذا كان مؤشر كتلة الجسم لشخص ما 30 فأكثر فهذا يعني أن هذا الشخص مصاب بالسمنة المفرطة. ف كلما زاد مؤشر كتلة الجسم كلما زاد خطر الإصابة بالأمراض المزمنة التي تنتج عن السمنة. من ضمن هذه الأمراض المزمنة: أمراض القلب والأوعية الدموية ومرض السكري واضطرابات العظام والعضلات ومرض السرطان والموت المبكر.

## أسباب السمنة
أُكتشفَ من قِبل مشروع مونيكا التي ترعاه منظمة الصحة العالمية أن 30٪ من السكان في العالم العربي يعانون من زيادة الوزن أو السمنة ومن ضمنهم المراهقين والبالغين. وتعتبر هذه النسبة قليلة بالنسبة لبلدان شمال أفريقيا مقارنةً بالبلدان المنتجة للنفط، لكنها لاتزال شائعة. كما يُعرّف انتشار نمط الحياة الغربي ك " استيعاب الطاقة الجاذبة للطعام الدسم مع تكوين غير مرغوب فيه، وارتفاع في استهلاك دهون الحيوان والسكريات ونقصان في استهلاك الألياف الغذائية، مع نقص في النشاط الجسدي الكافِ"، ويعتبر انتشار هذا النمط من الحياة واحدة من أهم أسباب السمنة. بالتحديد في شبه الجزيرة العربية، "تناقَصَ  النشاط الجسدي عند السكان بشكل كبير وذلك مع توافر الخادمات والسيارات الخاصة وشاشات التلفاز والأجهزة المنزلية المتطورة. بالإضافة إلى ذلك، تغير أنواع الاطعمة واستيعاب الدهون.
ومن العوامل الأخرى الشائعة في جميع انحاء العالم العربي بجانب أساليب الحياة الخالية من النشاط وخيارات الأطعمة غير الصحية، التحضر والتكنولوجيا  والتقدير الثقافي لسمنة الإناث وممارسة البلوح «التسمين».

## السمنة في الدول العربية
تُعدّ السمنة في الوطن العربي من المشاكل الصحية التي تؤرق مقدمي الرعاية الصحية، خاصة في الدول الخليجية، كما تشهد المنطقة زيادة مرتفعة في هذه المعدلات على مر الزمن تفوق الاتجاه العالمي. ووفقاً لتقديرات سوء التغذية بين الأطفال ما دون الخامسة، الصادرة في مارس (آذار) 2019 عن منظمة الصحة العالمية و«اليونيسيف» والبنك الدولي، نجد أن نسبة زيادة الوزن في الشرق الأوسط وشمال أفريقيا ارتفعت من 7.9 % في سنة 1990 إلى 11.2 % (5.4 مليون طفل) في سنة 2018، أي بمعدل نمو تجاوز 40 %، في حين كانت النسب العالمية المقابلة هي 4.8 و5.9 على التوالي، بمعدل نمو يقترب من 23 %. ولا يتفوق على المنطقة العربية في معدلات انتشار زيادة الوزن بين الأطفال ما دون الخامسة سوى دول أفريقيا الجنوبية، حيث بلغت نسبة زيادة الوزن في سنة 2018 نحو 13 %.
ومن جهة أخرى زيادة الوزن بين من تجاوز الثامنة عشر في العالم العربي تعد أيضاً لافتة. ومقارنة بالمعدل العالمي الذي يبلغ 39 % في سنة 2016، نجد أن انتشار زيادة الوزن في الدول العربية، باستثناء جيبوتي وموريتانيا والسودان وجزر القمر والصومال، يتجاوز هذا المعدل ليقفز فوق 70 % في الكويت وقطر، وفوق 60 % في السعودية ولبنان والأردن والإمارات وليبيا والبحرين وتونس ومصر والجزائر.

### فلسطين
تعتبر معدلات السمنة في فلسطين أدنى من المتوسط لدول منظمة التعاون الاقتصادي والتنمية، حيث بلغ معدل السمنة لدى البالغين 14٪ في عام 2009. أحد أهم لعوامل التي أثرت على نسب زيادة الوزن والسمنة كان الأحوال الاجتماعية والاقتصادية. وبشكل خاص عند النساء، كانت النساء من الطبقة العاملة أكثر عرضة من زيادة الوزن أو السمنة بأربع أضعاف مقارنة بالنساء في الطبقات الغنية (العليا). وقد صرح 20.2٪ من كافة السكان فقط بأنهم يمارسون التمارين لمدة عشرين دقيقة أوأكثر ثلاث مرات في الأسبوع.
وكما أسعف السكان اليهود الإسرائيليين تواترهم في التمرينات، بحيث كان ضعف معدل تواتر السكان العرب. مما أدى إلى تقليل فرص تعرضهم للوزن غير الصحياكثر من السكان العرب نساءً ورجالاً.
وفقاً لما توصلت اليه منظمة الصحة العالمية، فقد أثرت السمنة على السكان الفلسطينيين بنسبة 26.8٪ (23.3٪ على الذكور و 30.8٪ على الإناث). وفي الغالب سبب هذه السمنة هو انخفاض النشاط البدني وزيادة استهلاك وتناول الغذاء، خاصةً مع زيادة الطاقة في الأطعمة الغنية بالدهون. ويعتبر التدخين والتحضر عاملان مسببان للسمنة أيضا. بالإضافة إلى ذلك، «يعتبر النشاط البدني في أوقات الفراغ مفهوم غير شائع بين السكان الفلسطينيين، خاصةً بالنسبة إلى المرأة الريفية، حيث يفتقر الريفيين إلى الفصل بين الجنسين والمعايير الثقافية من العوامل المحظورة». فقد تواجه المرأة الريفية مثل هذه القيود الثقافية.

### الأردن
ذُكر ان من مُسببات السمنة في الأردن، التغيير في النظام الغذائي، ونقص النشاط البدني، وتحضر البلدان، والتكنولوجيا الحديثة.

### لبنان
بلغت نسبة زيادة الوزن عند الأولاد 23.4٪ بينما الفتيات 19.7٪ وذلك في عام 1996.وفي عام 2008، في الجامعة اللبنانية  الأمريكية تجاوزت نسبة زيادة الوزن عند الطلاب الذكور أكثر من الطالبات الإناث. حيث بلغت نسبة الذكور الذين يعانون من زيادة في الوزن 37٪ والذين يعانون من السمنة المفرطة 13.6٪، بينما بلغت نسبة الإناث الذين يعانون من زيادة في الوزن 13.6٪ والذين يعانون من السمنة المفرطة 3.2٪.
يتأثر الاتجاه الحالي نحو السمنة بأكثر من مجرد التحول من المتوسط التقليدي إلى الوجبات السريعة. ومن أكثر الافراد عرضةً للجسم الغير صحي هم أصحاب المستوى التعليمي المنخفض، وغيرالمدخنين، والذين لديهم تاريخ عائلي من السمنة أي بالوراثة. على الرغم من أن الإناث في الجامعة اللبنانية الأمريكية معرضين أكثر لتناول الوجبات الخفيفة بين الحين والأخر مقارنةً بنظائرهم من الذكور، إلا أنهن أكثر دافعية بأن يكن نحيلات القوام من الذكور وذلك يعود إلى الاختلافات الجنسية في الجاذبية البدنية.

### البحرين
تُقدر منظمة الأغذية والزراعة بأنه تقريبا 66٪ من السكان البالغين يعانون من زيادة الوزن أو السمنة المفرطة. وفي عام 2000، أُصدرَ قرار بأنه بين الأطفال الذين تتراوح أعمارهم بين 12-17، كان 29.9٪ من الأولاد و 42.4٪ من الفتيات يعانون من زيادة الوزن. وكما وجد مشروع مونيكا التابع لمنظمة الصحة العالمية، ان 15.6٪ من الأولاد و 17.4٪ من الفتيات في المدارس الثانوية كانوا يعانون من السمنة المفرطة. وأنه في الوقت الحالي 15٪ من الشعب يُكابدون عناء داء السكري.
ومن المسببات التي أدت إلى حدوث السمنة، كثرة استهلاك الوجبات السريعة وسيطرة أنماط الحياة الخالية من النشاط. ومما يعزز عادات الأكل غيرالصحية هو توافره في المقاصف المدرسية. بحيث تتوافر الأطعمة عالية الدهون والكربوهيدرات مثل البيتزا والهامبرغر والسندوتشات والزعتر لتناول وجبة الغداء. وكما نص أنه في فترة بين الوجبات يُفضل الأطفال تناول البطاطس المقلية والشوكولاتة والصودا والتي تفتقر الكثير من المغذيات الدقيقة والالياف الغذائية.

### الكويت
في عام 1980 إلى 1993، ارتفعت نسبة الأفراد الذين تتراوح أعمارهم بين 18الى 29 عاماً من 30.6٪ إلى 54.4٪، والذين كانوا يعانون من زيادة الوزن. وكما ارتفعت نسبة الذين يعانون من زيادة الوزن من 12.8٪ إلى 24.6٪ . وكما قفز عدد النساء اللاتي يعانون من السمنة أوزيادة الوزن إلى 80٪ في عام 2010.و في كتاب«أفضل عشرة من كل شيء 2011» احتلت نساء الكويت المرتبة الخامسة كأعلى النساء سمنةً. وفي عام 2000، أصدر قرار بانه بين الأطفال الذين تتراوح أعمارهم بين 10و14 عاماً، كان 30٪ من الأولاد و 31.8٪ من الفتيات يعانون من زيادة في الوزن.
وفقاً لما توصّل اليه مركز دسمان للأبحاث وعلاج داء السكري، يعاني 15٪ من السكان البالغين من مرض السكري، وكذلك وجدت أن 50٪ من البالغين الذين يتجاوزون سن ال 45 عاماً يعانون من هذا المرض. وبالنسبة إلى الأطفال، أصيب 22 من كل 100 طفل بمرض السكري وذلك نتيجةً للوزن غيرالصحي.
وكما ينجم عن الإفراط في تناول الأطعمة الغنية بالطاقة والتي تحتوي على نسبة عالية من الدهون وأساليب الحياة الخالية من النشاط خطر زيادة الوزن أو السمنة المف رطة. وايضا يُستحب تناول الوجبات التي تتكون من مكونات مُجهزة بالمواد الحافظة والدهون المشبعة والزيت المهدرج على الأطعمة التقليدية.وفي الكويت، تُعرض إعلانات الوجبات السريعة غيرالصحية في كل مكان، وتبيع المدارس الحكومية لطلابها الحلوى والشكولاتة والصودا. وبشكل خاص في الجامعات الكويتية، من العوامل الأخرى تناول الطعام بين الوجبات والظروف الزوجية وسيطرة الذكور على الرياضة.

### عمان
من العوامل الرئيسية للوصول إلى هذه المستويات العالية من السمنة هي تبني أو تقليد أساليب الحياة الغربية. بحيث ان السكان الشباب يستهلكون عدداً أكبر من الدهون والحليب واللحوم مقارنةً بالأجيال السابقة.

### قطر
في عام 2003، بلغت نسبة زيادة الوزن عند الأولاد 36.5٪ والفتيات 23.6٪ والذين تتراوح أعمارهم بين 12و 17 سنة. وبحلول عام 2015، تم التنبؤ بأن 73٪ من النساء و 69٪ من الرجال سوف يُصابون بالسمنة. وفقاً لما توصلت اليه الجمعية الدولية لدراسة السمنة، فقد احتلت قطر المركز السادس بأعلى نسبة سمنة بين الأولاد في الشرق الأوسط وإقليم شمال افريقيا. وكما احتلت أيضا المرتبة الخامسة لأعلى نسبة من الأشخاص بين 20 و 79 يعانون من داء السكري. وفي الوقت الحالي، بلغت نسبة السكان الذين يعانون من داء السكري 16٪.
من أحد الأسباب لانتشار شائعة السمنة هي قلة التمارين الرياضية وافتقار المدن الصديقة للمشاة. «وكما قفزت قطر عبر عقود من التنمية في وقت قصير مثل غيرها من الدول الغنية بالنفط، مُتلافيه وراءها الحياة الجسدية التي تتطلبها الصحراء لتوفير الراحة المكيفة، والخدم، والوجبات السريعة». على الرغم من تغيير أنواع الأطعمة، إلا أن التقاليد الثقافية المحيطة بالطعام لم تتغير. وفي الغالب يُسْتَهْلَك الطعام جماعياً، مما يجعل من المستحيل معرفة الحصة المناسبة لكل شخص. وكما يعتبر الشخص الذي يقدم اليه الطعام ولا يتناول شخصاً مُهيناً ومخزياً. وأيضا في المجتمع القطري تعد السمنة أمراً طبيعياً ومتعارفاً بينهم.

### المملكة العربية السعودية
من بين جميع السكان من عام 1995 إلى عام 2000، بلغت نسبة الذين يعانون من زيادة في الوزن 36.9٪ والذين يعانون من السمنة المفرطة 35.6٪. حيث كانت النسب مرتفعة بين الأطفال الذين تتراوح أعمارهم بين 5-17، حيث كان 16.7٪ من الأولاد و 19.4٪ من الفتيات يعانون من زيادة الوزن. وبحلول عام 2006، بلغت نسبة زيادة الوزن أو السمنة عند الرجال 52٪ والنساء 66٪ والمراهقين 18٪ والأطفال قبل سن المدرسة 15٪.
في عام 2008، كانت 17.99٪ من الوفيات ناتجة عن أمراض القلب والأوعية الدموية. وفي خلال هذا العام، 95٪ من ال 424,968 مجموع المواعيد في عيادات مرضى السكري أُجْرِّيَت للمواطنين السعوديين. وبلغت نسبة النساء من هؤلاء المواطنين 55٪ بينما الرجال 44٪.
صدر في تقرير أحدث تفشٍ وطني لسمنة الأطفال (الذين تتراوح اعمارهم بين 5 إلى 18 سنة) في المملكة العربية السعودية: ان 23.1٪ من الأطفال يعانون من زيادة في الوزن، 9.3٪ يعانون من السمنة، و 2٪ يعانون من السمنة المفرطة (2٪) (الموزان واخرون،2010).
ومن أهم أسباب ارتفاع معدل السمنة وزيادة الوزن بين السكان هم سكان المدن الذين يستهلكون قدر كبير من الأطعمة عالية السعرات بينما يتمتعون بنمط الحياة الخالي من الأنشطة والتمارين. يرتبط نمط الحياة للسكان الحضر الذي يتطلب جهد جسدي أقل بمستوى عالٍ من التعليم والدخل. بالإضافة إلى ذلك، تعتبر النساء أكثر عرضة لخطر السمنة وذلك بسبب المعتقدات الثقافية والدينية التي تُحتّم على المرأة المكوث في المنزل ك ربة منزل. وكما تمنع النساء من استخدام الصالات الرياضية وحمامات السباحة في الفنادق، وكما يصبحن عرضة للتعرض إلى التحرش عند ممارسة الرياضية في الأماكن العامة. وهذا يؤدي إلى الاعتقاد بان إعطاء المرأة الحرية في ممارسة الرياضة سيتسبب في فساد وانحدار الأمة.

### الإمارات العربية المتحدة
في عام 1999، بلغت نسبة زيادة الوزن عند الأولاد 24.8٪ والفتيات 89.2٪ الذين تتراوح أعمارهم بين 4الى 18 سنة. وكما ازداد هذا العدد إلى 25٪ في عام 2008. ونتيجةً لذلك، بلغت نسبة السكان المصابون بداء السكري 13.5٪ في عام 2000. يُقدر هذا العدد بالارتفاع إلى 19.3٪ بحلول عام 2030. وفي الوقت الحالي 20٪ من السكان يكابدون من مرض السكري.
تُسْتَهْلَكُ العديد من الأطعمة الغنية بالكربوهيدرات والملح والدهون والسكر المعالج وذلك من قِبل السكان عامةً والأطفال خاصةً. تتفاقم هذه المشكلة الصحية وذلك بسبب نقص ثقافة السكان عن ممارسة الرياضة. وقد يسمح توافر الثروة مؤخراً وذلك بسبب النفط للسكان الإماراتيين شراء السلع الباهظة الثمن، مثل المواد الغذائية المستوردة والتبغ. وتكون مهمة التسويق لمثل هذه المنتجات فعالة أكثرعند الشباب. ومن العوامل الأخرى التي تسهم في انتشار خطر السمنة هو انتشار الاعتقاد الثقافي لدى المجتمع بان الطفل البدين يتمتع بصحة جيدة، بينما تعتبر النحافة مرض. يمكن ان ترتبط سمنة الأطفال في الإمارات العربية المتحدة بالاستخدام المفرط للتكنولوجيا بحيث ان 9 من كل 10 أطفال لديهم إمكانية الوصول إلى الأجهزة المحمولة.

### الجزائر
في عام 2003، بلغت نسبة السمنة عند سكان الجزائر 16.4٪. وفي عام 2006، بلغت نسبة زيادة الوزن عند الأولاد 10.3٪ والفتيات 8.7٪ عن أعمارٍ تتراوح بين 6الى 10 سنوات.

### مصر
في عام 1996، احتلت مصر معدل مؤشر كتلة الجسم الأعلى في العالم عند 26.3. وفي عام 1998، بلغت نسبة السمنة عند الأطفال الذين تتراوح أعمارهم بين 2الى6 سنوات 1.6٪، والأطفال الذين تتراوح أعمارهم بين 6الى10 سنوات 4.9٪، والأطفال الذين تتراوح أعمارهم بين 10 إلى 14 سنة 14.7٪، والذين تتراوح أعمارهم بين 14الي18 سنة 13.4٪. وكما بلغت نسبة السمنة عند النساء الذين يعيشون في المناطق المتحضرة 45٪ وعند سكان الريف 20٪.
في بداية التسعينيات، ارتفعت معدلات السمنة باستهلاك الزيوت والدهون والسكريات بشكل منتظم. فقد يعتبر التقدير الثقافي لأجسام الانثى الممتلئة ك عامل من العوامل. وهنالك تفسير اخر وهو المرتبة التي تضع الطعام المحور الأساسي في الاحداث الاجتماعية والمناسبات الخاصة. ومن العوامل الرئيسية هي كثرة استهلاك الأطعمة النشوية والدسمة مع عدم وجود ثقافة تمارين صحية واعية. وكما يزداد انتشار سمنة الأطفال عندما يُعَّلم الوالدان أبنائهم هذا النوع من نمط الحياة . في يومنا الحاضر، يتناول المراهقين المصريين ثلاثة اضعاف كمية حليب الصودا . ويتناول 10٪ من الذكور والإناث خمسة أو اكثرعلب من الصودا يومياً، والذي يمكن ان يؤدي إلى إصابة النساء المبكرة بهشاشة العظام في المستقبل. ومن العوامل التي تعزز عادات الطعام هذه هي إعلانات الوجبات السريعة وتوافر الأطعمة غيرالصحية في الأسواق. ونتيجة لذلك، فان المراهقين يعانون من زيادة في الوزن بمقدار ثلاثة اضعاف ما كانوا عليه قبل 20 عاماً. وتزداد الطلب على عمليات السمنة في مصر بسبب تلك المؤشرات العالية لكتلة الجسم مثل عملية تكميم المعدة بالمنظار أو غيرها من العمليات التي تساعد على التخلص من الدهون

### المغرب
تعتبر الفتيات المراهقات في قمة الخطر بالإصابة بالسمنة.
وترتبط السمنة بشكل جذري بكثرة توافر الغذاء، وخاصةً من الغرب وانماط الحياة الخالية من النشاط بشكل متزايد في المناطق المتحضرة. كما تعتبر النساء ذوات التعليم المحدود أو غير المتعلمات في المناطق المتحضرة هم أكثر عرضة للإصابة بالسمنة بشكل كبير. فقد تكون هي مع عامة الناس، ليست على داريه بالحالات الطبية والامراض التي قد تسببها السمنة. وغير ذلك، فقد تعتبر بدانة الإناث ك«علامة على الحالة الاجتماعية ورمزاً ثقافياً للجمال والخصوبة والرخاء». بينما تعتبر النحافة ك علامة للمرض أو الفقر.

### موريتانيا
في موريتانيا، يتجسد مفهوم الجمال من خلال ممارسة البلوح «التسمين». ويتعمدن الفتيات قبل الزواج من الإفراط في الأكلوممارسة نشاط بدني محدود ل 40 يوم وذلك بغرض ان يبدون جذابات عند أزواجهن في المستقبل. وعند رغبتهن بزيادة الوزن، فستكررن هذه العملية بعد الزواج. ويعتقد ان الملابس التقليدية لهذه الجماعات العرقية تتطلب الجسم البدين أو الممتلئ لكي تكون أكثر جاذبية.

### تونس
في عام 1997، بلغت نسبة زيادة الوزن عند السكان 27.4٪ ونسبة السمنة 14.4٪. وكما كانت معدلات السمنة في المناطق المتحضرة أعلى بضعفين من المناطق الريفية. وكما كانت السمنة حضارياً ينظر لها كتصوير للجمال والنجاح. بينما تعتبر المرأة ذات الوزن الصحي غير مرغوب بها (كما في بعض الدول العربية الأخرى). وكما تبين ان هناك نقص في المعرفة لدى الناس بوجود الحالات الطبية التي تهدد حياة الإنسان الناتجة عن السمنة.

## أخرى

### إيران
في عام 1988، تعتبر إيرانواحدة من السبع دول لأعلى معدل سمنة لدى الأطفال. وفي عام 2005، بلغت نسبة البالغين الذين كانوا عرضة لخطر الإصابة بمتلازمة الايض 33.7٪. وكما يعيش ثمانية ملايين إيراني مع هذه المتلازمة. وفي عام 1995، بلغت نسبة زيادة الوزن عند الأولاد 24.7٪ والفتيات 26.8٪ عند سن السادسة.
ومن أحد أهمالأسباب في زيادة ونمو السمنة هي التحضر. في عام 2005، يستهلك المواطن الإيراني العادي 42 لتراً من الصودا سنوياً، وأيضا إلى 40٪ منالكربوهيدرات، و 30٪ من الدهون، و 40٪ من الطعام أكثر من احتياجات الجسم. ويعتبر التوافر المُهيب للوجبات السريعة في المجمعات مع نمط الحياة منخفض الأنشطة من العوامل التي تسهم في شائعة السمنة. ومن العوامل الأخرى التي تشمل تأثير التكنولوجيا وكثرة استهلاك الأرز والخبز. الكثير من الاسر ذات الدخل المعتدل يكون نوع الأطعمة الذي يستطيعون تحمل نفقتها محدودة مما يؤدي إلى السمنة عند الأطفال. ومع ذلك، تعتبر السمنة عند الأطفال ليست بالأمر المقلق لآنه يعتقد ان هؤلاء الأطفال قادرين على التغلب على السمنة مع تقدمهم في السن. ولكن التأثير الصحي لسمنة الأطفال غير معروف حتى الآن.

### تركيا
من عام 2001 إلى 2002، وصلت نسبة السكان الذي يعانون من الوزن الزائد 36.8٪ و 23.5٪  نسبة السكان الذين يعانون من السمنة المفرطة. وفي نفس العام، كانت نسبة الأولاد الذين يعانون من الوزن الزائد 11.4٪، بينما الفتيات 10.3٪ حيث كانت أعمارهم تتراوح بين 12 إلى 17 عام.
وكما نص على ان حدوث مرض السكري يزداد بين النساء أكثر من الرجال. وتزداد نسبة السمنة وزيادة الوزن عند النساء وذلك يندرج تحته العديد من الأسباب منها: عدم عمل غالبية النساء بوظائف خارج المنزل وذلك يؤدي إلى نمط حياة خالي من النشاط لديهن، عدم مشاركة النساء في الألعاب الرياضية وذلك يعود إلى العادات والتقاليد، فبذلك تكون الأعمال المنزلية هي النشاط البدني الوحيد المتوفر لهن.توافر وسائل النقل العام من أهم الأسباب التي تساعد الأفراد الذين يعيشون في المناطق المتحضرة على التعرض لزيادة الوزن أو السمنة. وكما يسهم نقص المعرفة بداء السكري والعواقب الصحية  أيضا في ارتفاع نسبة الوزن الزائد.

## استجابة الحكومات

### حكومة الأردن
قامت الحكومة الأردنية بإصدار وثيقة أولويات البحوث الصحية الوطنية 2009-2012، والتي تصف باختصار المفاهيم الصحية في عدة مجالات. بحيث يتناول القسم الخاص بالأمراض غيرالمعدية والسلوك الصحي، بشكل خاص السمنة وتأثيراتها. ومن الأمراض التي استهدفت ارتفاع ضغط الدم والسمنة الشحمية. وفي قسم السلوك الصحي كانت العادات الغذائية والتمارين واستهلاك الكحول من المستهدفات. ولكن لم تكشف هذه الورقة عن كيفية معالجة هذه الأولويات أو حلها.

### حكومة الكويت
تعاملت الحكومة الكويتية مع موضوع تفشِ السمنة عن طريق العديد من الأساليب، من ضمنها الحملات التوعوية وممارسة التمارين والمنتدياتوالمعارض الصحية. في عام 2007، قامت وزارة الصحة بدعم ممشى بنك الكويت الوطني في منطقة السالمية وبذلت جهدها في رفع الوعي بالمشكلات الصحية المرتبطة بزيادة الوزن والسمنة. حضر أكثرمن 9000 شخص، ومن بينهم فرد اخر هو جاسم الزرعي، الذي بدأ بالمشاركة في نادي six-K ناوياً تحقيق الهدف ذاته.
في عام 2009، أقيم معرض حمية البحر الأبيض المتوسط في مؤسسة دسمان الكويتية للأبحاث والتدريب والوقاية من مرض السكري وغيره من الأمراض المزمنة. وكان الغرض من هذا المعرض هو تثقيف وتعليم الناس عامة كيفية اتباع نظام غذائي صحي. ومع ذلك، أُخْبِّر المشاركين في المعرض بكيفية تناول الطعام جيداً والاستمتاع به في آنٍ واحد، على عكس المبادرات الأخرى التي تهتم بغرض واحد.
في عام 2010، قام مستشفى المواساة الجديد باستضافة منتدى رمضان الصحي، تحت عنوان «تمتع بصحة جيدة.. وصيامٍ جيد»، بحيث كانوا الجمهور يتلقون محاضرات عن مرض السكري والسمنة والفوائد الصحية للصيام. وكما قُدمت معلومات طبية ونصائح من قِبل أربعة أطباء مؤهلين من قسم أمراض القلب والسكري والتغذية وأمراض المسالك البولية بمستشفى المواساة الجديد. وكما ناقشوا هؤلاء الأطباء العديد من المواضيع المختلفة، من ضمنها الإدارة والسيطرة على الوجبات، ودور الأنشطة البدنية، وأنواع الأطعمة الغنية بالدهون التي تُتَنَاوَل خلال شهر رمضان. وبالإضافة إلى ذلك، قامت شركة الصناعات البتروكيماوية بتنظيم العديد من الأنشطة المتعلقة بالرعاية الصحية لموظفيها. وكان من بين المواضيع المركز عليها موضوع مقاومة السمنة. وكما عرضت حملة مُلقبة بعنوان«كن رشيق» العديد من اختبارات لفحص المجانية للدمونصائح غذائية والعديد من المحاضرات التي تلقى من قبل أطباء ذوي خبرة في الموضوع. وقد تمت معالجة مخاطر السمنة من خلال توزيع الكتيبات ونصائح اللياقة البدنية ونشر الملصقات التوعوية على كافة الناس.

### حكومة عمان
قامت الحكومة العمانية بالاستجابة للقضايا الصحية التي تتعلق بالسمنة في خطتها الاستراتيجية الوطنية الخمسية السابعة للتنمية الصحية 2006-2010. مصرحةً في الوثيقة بأن الانتقال إلى نمط حياة غير صحي قد يؤدي إلى السمنة، وارتفاع ضغط الدم، وأمراض القلب والسكري. وأنه قد طُوِّر الأهداف والرؤى الاستراتيجية.
وكما تتضمن الرؤى الوقاية والسيطرة على الأمراض غيرالمعدية، وارتقاء الوعي الصحي لدى المجتمع، وإنشاء ثقافة لنمط وأسلوب حياة صحي. وتُحَقَّق هذه الأهداف من خلال التركيز على مجالات منها: الحد من الأمراضغيرالمعدية والتثقيف الصحي وصحة المراهقين والشباب والتغذية.
و في عام 2000، بلغت نسبة السكان المصابين بداء السكري 11.6٪، بينما بلغت نسبة الذكور المصابين بارتفاع ضغط الدم 35.2٪ والإناث 30.9٪. بحلول عام 2010، كان الهدف هو أنتبلغ نسبة السكان الذين تزيد أعمارهم عن 20 عاماً ويعانون من السمنة أوزيادة الوزن 45٪. ومما قد يساعد في تحقيق هذا الهدف هو زيادة النسبة المئوية للأشخاص الذين يمارسون رياضة المشي 150 دقيقة في الأسبوع إلى 50٪. ويعتبر التشخيص المبكر عن الأمراض غيرالمعدية واحدة من الإستراتيجيات التي قد تؤدي إلى تحسين صحة المواطن العماني.
و بحلول عام 2010، كان من المقرر تصميم موقع إلكتروني وإتاحته بحلول عام 2007، وذلك من أجلتثقيف المستهدفين والذين هم 90٪ من السكان حول الممارسات غيرصحية في مجال التغذية. وقد وجب إنشاء سلسة أسبوعية مهتمة بالصحة تغطيها الإذاعة والصحف والتلفزيون بحلول عام 2010. وكما يجب أن تنتج 30 مادة تعليمية صحية أساسية تدور حول مواضيع صحية مختلفة. بالإضافة إلى ذلك، يجب على المؤسسات والجمعيات الصحية في الدولة أن تستكمل 250 ألف نشاط مرتبط بالصحة بحلول عام 2010. وهذا قد يساعد الحكومة في تحقيق هدفها المتعلق بزيادة نسبة السكان الذين يمارسون الرياضة إلى 40٪.
ولقد رُكِّز على تعزيز أنماط الحياة الصحية كمحور أساسي وذلك في سبيل مكافحة سمنة الأطفال والعواقب الطبية المترتبة عليها في المستقبل. وكما ذُكرت ثلاثة عوامل وهي: تناول وجبة الإفطار، وممارسة النشاط الجسدي خارج المدرسة، والحفاظ على النظرة الإيجابية تجاه نمط الحياة الصحي. وبحلول عام 2010، يجب ان يتناول 70٪ من الأطفال الذين تتراوح أعمارهم بين 13إلى 15 عاماً وجبة الإفطار، و 70٪ يجب ان يمارسون الرياضة بعيداً عن متطلبات المدرسة، و 50٪ من الشباب والأسر يجب ان تكون لديهم أفكار إيجابية حول أنماط الحياة الصحية. كل هذه العوامل من الممكن أنتسهم في انخفاض النسبة المئوية للشباب الذين يعانون من زيادة الوزن.
وقد اُرْتُبِطَت الممارسات الغذائيةالمطورة في انخفاض السمنة بنسبة كبيرة. ومن الممكن أنيحدث هذا من خلال تعزيز الممارسات الغذائية الصحية مثل: الأنشطة المجتمعية والمنشورات الإعلامية. وبحلول عام 2010، يجب على 60٪ من السكان اكتساب المعرفة الكافية حول الممارسات الغذائية المفيدة .

### حكومة المملكة العربية السعودية
تكافح الحكومة مخاوف السمنة وذلك من خلال التغطية المنتظمة في الصحف اليومية عن المرض والعواقب الأخرى لكون الشخص ذو وزن غير صحي. وفي خلال شهر رمضان، لقد تم إنشاء برنامجاً يُسمى «آهلاً رمضان». وكما يوفر هذا البرنامج العديد من المعلومات الصحية المتعلقة بالصوم ويُسمح للمتابعين بالاتصال لتعلم المزيد حول داء السكري وارتفاع ضغط الدم. وأيضاً يستطيع المتابعين تلقي المعلومات الطبية من البرنامج وذلك عن طريق الفاكس .

### حكومة الإمارات العربية المتحدة
قامت دولة الإمارات العربية المتحدة بإطلاق حملة مُشددة وذلك لمعالجة ارتفاع معدلات السمنة. وقد بدأت هذه الحملة في عام 2007 واستمرت إلى يومنا الحالي. وفي صيف عام 2007، قامت منظمة الصحة العالمية بجانب Sanofi-Aventisبرعاية وتنظيم حدث يوفر الفحوصات الطبية المجانية. وكان المغزى من هذا الحدث لزيادة الوعي عن السمنة ومخاطرها وتسببها في الكثير من الأمراضمنها أمراض القلب والاوعية الدموية. وكان هذا استجابةً للنتائج غير المقبولة من اليوم الدولي لتقييم استبيان السمنة البُطينية، والذي حدد أن 37٪ من البالغين الذين تزيد أعمارهم عن 30 عامًا يعانون من السمنة المفرطة. وكما أعدت وزارة الصحة برنامجاً مدرسياً لعامي 2007-2008 والذي يستهدف فئة المراهقين وصحتهم. وقد تضمن برنامج التوعية والتثقيف الذي استمر لمدة عام العديد من المواضيع لتناولها منها: التدخين، والنظافة الشخصية، والتمارين الرياضية، والسمنة. وكانت ممارسة الرياضة والتمارين يعتبر عنصر أساسي في سبيل مكافحة السمنة.
و في عام 2009، قامت وزارة الصحة بإعداد مجموعة من الإرشادات الغذائية التي تركز على المستوى الحالي للأمراض غيرالمعدية. وكان الهدف الأكبر هو تطوير وتحسين البُنية الصالحة لجميع السكان. وقد كانت برامج التعليم الغذائي تتواجد في مراكز الصحة، والمدارس، والجمعيات النسائية وذلك في سبيل نشر الوعي حول الأمراضغيرالمعدية وكيفية الوقاية منها. وأما بالنسبة لهدف الثاني، فقد كان التطوير لثقافة غذائية أفضل في المقاصف المدرسية والمستشفيات. وقد أُدرج هذا المشروع كجزء من الاستراتيجية وخطة العمل الوطنية للتغذية للفترة 2010-2015. وكما تأسست لجنة التغذية الوطنية بهدف معين وهو إنشاء إستراتيجية وطنية.
أعلنت الاستراتيجية الوطنية للتغذية في بداية عام 2010، أنالهدف من إعدادهاهو لتأكيد ان مواطنين الإمارات العربية المتحدة سوف يتمتعون بمستقبل أكثر صحة. وقد حددت هذه الاستراتيجية كيفية تحقيق هذا الهدف وذلك من خلال أحد هذه الطرق المدرجة: برامج التدخل الغذائي المبكر، والتركيز على الأطعمة الصحية، وممارسة الرياضة في المنزل وفي المدرسة وفي مكان العمل. من خلال انتشار الوعي الصحي والغذائي، فقد عُولِجَ انتشار السمنة والأمراض غيرالمعدية. وقد أعلنت وزارة الصحة لاحقاً بان الدراسة الغذائية ستكتمل في شهر ديسمبر عام 2010. وهذا يؤكد تنفيذ الاستراتيجية الغذائية بشكل صحيح وفعّال.
قامت الإدارة العامة لمراكز الشباب وإدارة التثقيف والترويج الصحي برعاية معسكر يضم 20 مراهقاً من الذين يعانون من السمنة وذلك في شهر يوليو عام 2010. وقد تُحُدِّيَ كل مشارك في المعسكر بخسارة كيلوغرام واحد في الأسبوع. وفي بداية ونهاية المعسكر أُجْرِي الفحص الطبي والاختبارات اللازمة. وفي المعسكر، يتلقى المراهقين محاضرات حول استهلاك الغذاء الصحي وأيضا يشارك العديد من المراهقين في الأنشطة الرياضية اليومية ويتناولون الوجبات الصحية والوجبات الخفيفة.
وكما أجرت وزارة الصحة حملة توعية في الوقت ذاته، تحت عنوان«الصيف في بلادي». وقد تضمنت هذه الحملة العديد من المحاضرات التي تستهدف المراهقين وتغطي مواضيع منها: التدخين، والسمنة، وخسارة الوزن. وقد عالجت هيئة أبوظبي للرقابة الغذائية ارتفاع معدلات السمنة من خلال حظر جميع الوجبات السريعة من المقاصف المدرسية. ومن ضمن هذه الوجبات: الهامبرغر، والشاورما، والمشروبات السكرية، ومشروبات الطاقة. وكان الآباء من أول الداعمين لهذا القرار، حيث أن واحداً من بين كل ثمانية أطفال يعاني من السمنة المفرطة.
في الفترة بين 8 إلى 9 أكتوبر عام 2010، قامت وزارة الصحة برعاية مؤتمر القمة الدولي لداء السكري في دبي. وكان الهدف من هذا المؤتمر هو «تسليط الضوء على ارتفاع انتشار داء السكري ومضاعفاته في العالم بشكل عام والشرق الأوسط بشكل خاص». وكان داء السكري واحد من المواضيع المُرّكز عليها في الشرق الأوسط ، خاصةً بين الشباب. وسيعقد مؤتمر قمة الآخر وذلك يومي 25و 26 فبراير عام 2011.

### حكومة إيران
في عام 2002، أُنشئ برنامج للتدخل الصحي الغذائي يُطلق عليه«برنامج أصفهان لصحة القلب». وقد دُعم هذا البرنامج من قِبل منظمة الميزانية والتخطيط الإيرانية ، وأيضا من قِبل نائب وزارة الصحة والتعليم الطبي الإيراني. وكما اتخذ التدخل القضائي شكل التعليم العام وذلك من خلال وسائل الإعلام والتسويق والسياسات. وبعد إجراء التقييم في عام 2006، أظهرت النتائج فعالية النظام في تحسين السلوكيات الغذائية. وقد استبدل سكان أصفهان الزيت المهدرج بالزيت السائل وزيت الزيتون ، وكما اُسْتُهْلِكَت الكثير من الأطعمة الصحية. ولقد فُضِّلَت الفواكه والخضروات والسمك ومنتجات الألبان قليلة الدسم على النقانق والدهون الحيوانية والسكريات. وقد كان مؤشر استهلاك الدهون اقل بعد إجراء الحملة عن ذي قبل.

### حكومة مصر
في عام 2008، أنتجت الحكومة المصرية دراسة صحية وديمقراطية تكشف عن مواضيع من تنظيم الأسرة للرعاية الصحية للأمهات في التغذية. وقد خُصصَ الفصل الرابع عشر للإحصائيات الغذائية وقد ذُكرت السمنة بشكل خاص. ولم يُناقش فيه الخطط السياسية المستقبلية لمعالجة الارتفاع المتزايد للسمنة.

## السمنة بالنسبة المئوية
| احصائيات السمنة وزيادة الوزن في الشرق الأوسط وشمال افريقيا |           |                                         |                                         |                                    |                                    |        |                                    |
|                                                            |           | ٪ من الرجال الذين يعانون من زيادة الوزن | ٪ من النساء الذين يعانون من زيادة الوزن | ٪ من الرجال الذين يعانون من السمنة | ٪ من النساء الذين يعانون من السمنة | المصدر | الرابط                             |
| تركيا                                                      | 2001-2002 | 41.5٪                                   | 28.6٪                                   | 16.5٪                              | 29.4٪                              | [8]    | السمنة في تركيا                    |
| إسرائيل                                                    | 2011      | 45.8٪                                   | 33.1٪                                   | 15.4٪                              | 15.9٪                              | [9]    | السمنة في إسرائيل                  |
| الأردن                                                     | 2002      | ---                                     | 27.6٪                                   | ---                                | 26.3٪                              | [8]    | السمنة في الأردن                   |
| لبنان                                                      | 1998-2002 | ---                                     | ----                                    | 36.3٪                              | 38.3٪                              | [8]    | السمنة في لبنان                    |
| الأراضي الفلسطينية                                         | 2003      | ---                                     | ----                                    | 23.9٪                              | 42.8٪                              | [10]   | السمنة في الأراضي الفلسطينية       |
|                                                            |           |                                         |                                         |                                    |                                    |        |                                    |
| البحرين                                                    | 1998-1999 | 36.7٪                                   | 28.3٪                                   | 23.3٪                              | 34.1٪                              | [8]    | السمنة في البحرين                  |
| الكويت                                                     | 1998-2002 | 36.3٪                                   | 32.8٪                                   | 27.5٪                              | 29.9٪                              | [8]    | السمنة في الكويت                   |
| عمان                                                       | 2000      | 32.1٪                                   | 27.3٪                                   | 16.7٪                              | 23.8٪                              | [8]    | السمنة في عمان                     |
| قطر                                                        | 2003      | 34.3٪                                   | 33٪                                     | 34.6٪                              | 45.3٪                              | [8]    | السمنة في قطر                      |
| المملكة العربية السعودية                                   | 1995-2002 | 42.4٪                                   | 31.8٪                                   | 26.4٪                              | 44٪                                | [8]    | السمنة في المملكة العربية السعودية |
| الإمارات العربية المتحدة                                   | 2000      | 36.7٪                                   | 28.4٪                                   | 17.1٪                              | 31.4٪                              | [8]    | السمنة في الإمارات العربية المتحدة |
|                                                            |           |                                         |                                         |                                    |                                    |        |                                    |
| ايران                                                      | 2005      | 27.9٪                                   | 29.3٪                                   | 9.1٪                               | 19.2٪                              | [8]    | السمنة في إيران                    |
| الجزائر                                                    | 2003      | 27.4٪                                   | 32.2٪                                   | 8.8٪                               | 21.4٪                              | [8]    | السمنة في الجزائر                  |
| مصر                                                        | 2005      | ---                                     | 33.2٪                                   | ---                                | 46.6٪                              | [8]    | السمنة في مصر                      |
| المغرب                                                     | 2000      | 25.5٪                                   | 29.8٪                                   | 8.2٪                               | 21.7٪                              | [8]    | السمنة في المغرب                   |
| تونس                                                       | 1997      | 23.3٪                                   | 28.2٪                                   | 6.7٪                               | 22.7٪                              | [8]    | السمنة في تونس                     |